# Europejskie Igrzyska Halowe w Lekkoatletyce 1966 – bieg na 400 m kobiet
Bieg na 400 metrów kobiet – jedna z konkurencji biegowych rozgrywanych podczas lekkoatletycznych europejskich igrzysk halowych w hali Westfalenhalle w Dortmundzie. Wszystkie biegi (jak zresztą całe igrzyska) zostały rozegrane 27 marca 1966. Zwyciężyła reprezentantka Republiki Federalnej Niemiec Helga Henning.

## Rezultaty

### Eliminacje
Rozegrano 2 biegi eliminacyjne, do których przystąpiło 9 biegaczek. Awans do finału dawało zwycięstwo w swoim biegu (Q). Skład finału uzupełniły dwie zawodniczki z najlepszymi czasami wśród przegranych (q).
Opracowano na podstawie materiału źródłowego.
Bieg 1
| Miejsce | Zawodniczka      | Czas   | Uwagi |
| ------- | ---------------- | ------ | ----- |
| 1       | Libuše Macounová | 57,1   | Q     |
| 2       | Helga Henning    | 57,9   | q     |
| 3       | Maureen Tranter  | 58,9   |       |
| 4       | Évelyne Lebret   | 1:01,1 |       |

Bieg 2
| Miejsce | Zawodniczka          | Czas | Uwagi |
| ------- | -------------------- | ---- | ----- |
| 1       | Maeve Kyle           | 56,4 | Q     |
| 2       | Christine Linz       | 58,0 | q     |
| 3       | Gisela Köpke         | 58,0 |       |
| 4       | Antónia Munkácsi     | 58,8 |       |
| 5       | Annie-Paule Knipping | 59,6 |       |

### Finał
Opracowano na podstawie materiału źródłowego.
| Miejsce | Zawodniczka      | Czas |
| ------- | ---------------- | ---- |
| 1       | Helga Henning    | 56,9 |
| 2       | Libuše Macounová | 57,2 |
| 3       | Maeve Kyle       | 57,3 |
| 4       | Christine Linz   | 57,7 |